# Walter Steinegger
Walter Steinegger, född 5 november 1928 i Innsbruck,
död 12 oktober 2022 i Hall in Tirol, var en österrikisk backhoppare. Han representerade SC Seefeld.

## Karriär
Walter Steinegger deltog i olympiska spelen 1952 i Oslo i Norge. Han blev nummer 14 i tävlingen i Holmenkollen, 24,0 poäng efter Arnfinn Bergmann från Norge som vann tävlingen före hemmafavoriten Torbjørn Falkanger och 17,5 poäng från bronsmedaljen som vanns av Karl Holmström från Sverige. Under olympiska spelen 1960 i Squaw Valley i USA blev Steinegger nummer 16.
Steinegger startade i första upplagan av tysk-österrikiska backhopparveckan. I den historiska första deltävlingen i backhopparveckan 1 januari 1953 i stora Olympiabacken i Garmisch-Partenkirchen i dåvarande Västtyskland blev Steinegger nummer 9. Tävlingen vanns av norrmannen Asgeir Dølplads före sammanlagtsegraren Sepp Bradl från Österrike. Steinegger tävlade i backhopparveckan från 1953 till 1963. Hans bästa placering i en deltävling var i Schattenbergbacken i Oberstdorf 29 december 1957 då han blev nummer tre och fick sin enda pallplacering i backhopparveckan. Han blev som bäst nummer 5 sammanlagt säsongen 1957/1958. Säsongen 1956/1957 blev han nummer 6 sammanlagt.
Steinegger startade i Skid-VM 1954 i Falun i Sverige och i Skid-VM 1958 i Lahtis i Finland. Som bäst i VM-sammanhang blev han nummer 14 i Lahtis 1958.